# Miquel Coniata
Miquel Coniata o Acominat (en grec Μιχαήλ Χωνιάτης o Ἀκομινάτος), (Chonae, Frígia, ca. 1140 – monestir de Bodonitsa, Molos, Phthiotis, 1220) fou un arquebisbe cismàtic i escriptor. És venerat com a sant per l'Església Ortodoxa.

## Biografia
Germà de l'historiador Nicetes Coniata, de jove estudià a Constantinoble, sota la direcció d'Eustaci de Tessalònica des de 1157. Fou després sots secretari del patriarca i cap al 1182 fou nomenat arquebisbe d'Atenes. Quan els croats envaïren la ciutat el 1204, defensà la ciutat, però en 1205 ha de rendir-la a Lleó Esgur. Marxà a Tessalònica i Carístia, i es retirà després a l'illa de Ceos. Cap al 1217 anà al monestir de Bodonitsa (avui Mendenitsa, al municipi de Molos, Ftiòtida), prop de les Termòpiles, on morirà en 1220.
Consta que fou el darrer posseïdor de la versió completa de dues obres de Cal·límac de Cirene, Hècale i Aitia. La seva obra reflecteix la decadència i l'estat miserable de l'Àtica i Atenes en la seva època. En destaca la correspondència amb Eutimi Tornikes o l'informe adreçat a Aleix III Àngel sobre els abusos de l'administració romana d'Orient, o els iambs sobre la ruina d'Atenes, o una monòdia en honor del seu germà.
Les seves obres, compostes d'homilies, cartes, discursos i poemes, foren publicades en dos toms per l'erudit escriptor grec Lambros (Atenes, 1879-1880), algunes d'elles, traduïdes al llatí, figuren en diverses recopilacions com les de P. Morelli, Cave, Labbe, Fabricius, Oudin, Montfaucon, Combefis, Lequiem, Kollar.